# الکس و کولی
الکس و کولی (انگلیسی: Alex & The Gypsy) یک فیلم کمدی آمریکایی به کارگردانی جان کورتی و نویسندگی لارنس بی. مارکوس در سال ۱۹۷۶ است.